# La Nghệ
La Nghệ (giản thể: 罗艺; phồn thể: 羅藝; bính âm: Luō Yì, ? - 627), khi phụng sự cho triều Đường có tên là Lý Nghệ (李藝), tên tự Tử Diên (子延) hay Tử Đình (子廷), nguyên là một quan lại triều Tùy. Ông đã nổi dậy chống lại sự cai trị của Tùy Dạng Đế và chiếm cứ khu vực Bắc Kinh ngày nay. Sau đó, ông quy phục Đường Cao Tổ và được phong tước Yên Vương, được ban cho họ Lý của hoàng tộc Đường. Trong cuộc tranh giành quyền lực giữa Thái tử Lý Kiến Thành và Tần Vương Lý Thế Dân, ông về phe của Thái tử. Sau sự biến Huyền Vũ môn năm 626, Lý Nghệ lo sợ nên đã nổi dậy chống lại Đường Thái Tông Lý Thế Dân vào năm 627, kết quả thất bại và bị giết chết.

## Nổi dậy ban đầu
Gia tộc của La Nghệ có nguồn gốc từ Tương Dương (襄陽, nay thuộc Tương Dương, Hồ Bắc), song đã di cư đến kinh thành Trường An vào thời Tùy. Phụ thân của La Nghệ là La Vinh (羅榮)- giám môn tướng quân của triều Tùy (một chức quan nhỏ). La Nghệ được mô tả là người thông minh, tự tin và tài năng trên chiến trường, song ương bướng. Do có công lao trên chiến trường, đến những năm cai trị sau của Tùy Dạng Đế, La Nghệ được trao chức 'Hổ Bôn lang tướng', đốc quân ở Bắc Bình (北平, nay thuộc Tần Hoàng Đảo, Hà Bắc), dưới quyền 'hữu vũ vệ đại tướng quân' Lý Cảnh (李景). La Nghệ nghiêm khắc rèn luyện kỷ luật binh sĩ, song bản thân ông lại tỏ ra ngạo mạn ngay cả với Lý Cảnh. Lý Cảnh thường quở trách La Nghệ, vì thế La Nghệ tức giận trong lòng.
Năm 616, Trác quận (涿郡, nay gần tương ứng với Bắc Kinh) lân cận liên tục bị quân khởi nghĩa nông dân cướp bóc do Tùy Dạng Đế cho tích trữ lương thực và để nhiều binh sĩ ở đây nhằm chuẩn bị tiến công Cao Câu Ly, và cũng do Lâm Sóc cung (臨朔宮) có nhiều đồ trân quý của hoàng gia. Các quan được giao nhiệm vụ lưu thủ thành gồm Triệu Thập Trụ (趙什住), Hạ Lan Nghị (賀蘭誼), và Tấn Văn Diễn (晉文衍) đều không thể ngăn nổi các cuộc tiến công cướp bóc, duy có La Nghệ xuất chiến là có thể chiếm ưu thế trước quân nổi dậy, vì thế uy thế của ông được nâng cao. Triệu Thập Trụ là người thống lĩnh, song ông ta rất nghi ngờ La Nghệ. La Nghệ tính đến chuyện nổi dậy chống lại triều đình Tùy, vì thế đã kích động binh sĩ khi tuyên ngôn:
"Chúng ta thảo phạt đạo tặc, có rất nhiều thành tích. Tuy nhiên, dù trong thành thóc lúa chất như núi, song quan lưu thủ không chịu tế bần. Thế thì còn đoái hoài đến điều gì?
Đến khi La Nghệ trở về sau một cuộc tiến công quân nổi dậy, ông đã bắt giữ quận thừa, Triệu Thập Trụ lo sợ nên đã quy phục. La Nghệ mở kho phân phát của cải cho binh sĩ và phân phát lương thực cho người dân nghèo khó, giết chết Bột Hải thái thú Đường Y (唐禕) và một số người bất đồng với ông. Một số thành trì của Tùy, xa về phía bắc đến Liễu Thành (柳城, nay thuộc Triều Dương, Liêu Ninh) và Hoài Viễn (懷遠, nay thuộc Thẩm Dương, Liêu Ninh) đã quy phục La Nghệ, La Nghệ tự xưng là tổng quản U châu (幽州, tức Trác quận).

## Quy phục Đường
Vào mùa xuân năm 618, Vũ Văn Hóa Cập đã tiến hành binh biến sát hại Tùy Dạng Đế tại Giang Đô (江都, nay thuộc Dương Châu, Giang Tô), và tôn Dương Hạo làm hoàng đế. Khi tiến quân đến khu vực phía đông Thái Hành Sơn, Vũ Văn hóa Cập phái sứ giả đến chỗ La Nghệ để thuyết phục La Nghệ quy phục. La Nghệ đáp lại: "Ta là cựu thần Tùy thất", cho trảm sứ giả của Vũ Văn hóa Cập, phát tang Tùy Dạng Đế song chỉ trong ba ngày. Sau đó, hai thủ lĩnh nổi dậy là Đậu Kiến Đức và Cao Khai Đạo đều phái sứ giả đến thuyết phục La Nghệ quy phục, song La Nghệ xem họ chỉ là quân trộm cướp và từ chối. Thay vào đó, khi hay tin Lý Uyên đăng cơ ở Trường An và lập ra triều Đường, La Nghệ đã quyết định quy phục thông qua tướng Đường là Trương Đạo Nguyên (張道源). Khoảng tết năm 619, Đường Cao Tổ bổ nhiệm La Nghệ làm U châu tổng quản. Sau đó, La Nghệ đẩy lui một cuộc tiến công của Đậu Kiến Đức.
Vào mùa đông năm 619, Đường Cao Tổ chiếu phong La Nghệ làm Yên vương, ban họ Lý của hoàng tộc Đường cho La Nghệ. Khoảng thời gian này, La Nghệ đẩy lui một cuộc tiến công khác của Đậu Kiến Đức. Sau đó, vào mùa hè năm 620, Đậu Kiến Đức lại tiến công U châu, La Nghệ được Cao Khai Đạo cứu viện và lại đẩy lui Đậu Kiến Đức. Sau đó, Cao Khai Đạo thông qua ông đã dâng biểu quy phục triều Đường.
Năm 621, Tần vương Lý Thế Dân bắt được Đậu Kiến Đức, và Đường Cao Tổ đã quyết định xử tử Đậu. Trong một thời gian ngắn, lãnh địa của nước Hạ nằm dưới quyền kiểm soát của Đường, song sau đó các bộ tướng cũ của Đậu Kiến Đức đã nổi dậy chống Đường dưới sự lãnh đạo của Lưu Hắc Thát. Đường Cao Tổ phái một số tướng lĩnh suất quân tiến công Lưu Hắc Thát và lệnh cho La Nghệ công kích Lưu từ phía bắc. Tuy nhiên, Lưu Hắc Thát đã đánh bại tất cả các tướng Đường tiến đến, bao gồm cả La Nghệ, giành lấy các lãnh thổ nước Hạ khi trước. Vào mùa đông năm 621, U châu của La Nghệ rơi vào nạn đói, Cao Khai Đạo đồng ý cung cấp lương thực cho U châu. Khi La Nghệ phái những người già yếu đến Úy châu để tránh nạn đói, Cao Khai Đạo đã đối đãi tốt với họ. La Nghệ hài lòng, và đã phái 300 lính với hàng trăm cỗ xe và trên 1.000 ngựa và lừa đến Uý châu vận chuyển lương thực. Tuy nhiên, Cao Khai Đạo đã quay sang chống La Nghệ và đã giữ tất cả lại, từ bỏ quan hệ với Lý Nghệ và triều Đường. Cao Khai Đạo liên kết với Đông Đột Quyết ở phương bắc và Lưu Hắc Thát ở phương nam.
Năm 622, Lý Thế Dân xuất quân tiến công Lưu Hắc Thát, La Nghệ dẫn quân hội với Lý Thế Dân tiến công đô thành của Lưu Hắc Thát tại Minh châu (洺州, nay thuộc Hàm Đan, Hà Bắc). Sau khi hai bên bế tắc trong vài tháng, Lý Thế Dân đánh bại Lưu Hắc Thát nhờ kế dùng nước Minh Thủy, buộc Lưu Hắc Thát phải chạy trốn đến Đông Đột Quyết, La Nghệ trở về căn cứ tại U châu. Tuy nhiên, cũng trong năm đó, Lưu Hắc Thát cùng quân tiếp viện của Đông Đột Quyết đã quay trở lại, La Nghệ không thể đẩy lui Lưu Hắc Thát, song Lưu Hắc Thát sau đó bị Thái tử Lý Kiến Thành giết chết vào đầu năm 623. Cũng vào mùa xuân năm 623, La Nghệ thỉnh cầu được nhập triều, Đường Cao Tổ chấp thuận và hậu đãi, bổ nhiệm ông làm 'tả dực vệ đại tướng quân'.

## Tham gia vào tranh chấp trong triều đình
Ngay sau khi đến kinh thành, La Nghệ liên kết chặt chẽ với Thái tử Lý Kiến Thành- đang tranh giành quyền lực với Lý Thế Dân. Có một lần, Lý Thế Dân sai người đến chỗ La Nghệ, song La Nghệ lại cho trói họ lại và đánh đập, khiến Đường Cao Tổ tức giận. Đường Cao Tỏ cho giam giữ La Nghệ trong một thời gian ngắn, song sớm phóng thích và đối đãi tốt như ban đầu. Trong một sự kiện khác vào năm 624, Lý Kiến Thành làm trái quy định của Đường Cao Tổ khi trưng dụng các tinh binh dưới quyền La Nghệ để tăng cường đội cận vệ của mình, và khi việc này bị phát giác, Đường Cao Tổ quở trách Lý Kiến Thành.
Vào mùa hè năm 625, vùng Quan Trung nhiều lần bị Đông Đột Quyết tiến công, Đường Cao Tổ cho thay đổi vị trí một số tướng lĩnh để ngăn chặn các cuộc tiến công này. Trong đó, quân nằm dưới quyền chỉ huy của La Nghệ đóng ở Hoa Đình (華亭, nay thuộc Bình Lương, Cam Túc) và Đàn Tranh Hiệp (彈箏峽, nay thuộc Cố Nguyên, Ninh Hạ).
Vào mùa hè năm 626, quân Đông Đột Quyết lại tiến công, Đường Cao Tổ phái Tề vương Lý Nguyên Cát (thuộc phe Thái tử) suất quân chống Đông Đột Quyết, La Nghệ là một bộ tướng dưới quyền Lý Nguyên Cát. Tuy nhiên, khi đó Lý Thế Dân đã ra tay trước, tiến hành phục kích giết chết Lý Kiến Thành và Lý Nguyên Cát trong sự biến Huyền Vũ môn, sau đăng cơ làm hoàng đế, tức Đường Thái Tông.

## Bị hại
Đường Thái Tông tuyên bố đại xá cho các thuộc hạ của Lý Kiến Thành và Lý Nguyên Cát, cũng sử dụng một số quân sư của Lý Kiến Thành. La Nghệ được trao chức "khai phủ nghi đồng tam ty", song do trước đây xung khắc với tân hoàng đế, trong lòng vẫn cảm thấy bất an. Trong khi đó, tên phù thủy Lý Ngũ Giới (李五戒)- có quan hệ mật thiết với thê Mạnh thị của La Nghệ- báo với Mạnh thị rằng bà sẽ trở thành "mẫu nghi thiên hạ", sau đó Mạnh thị và Lý Ngũ Giới đều thuyết phục La Nghệ nổi dậy.
La Nghệ chấp thuận và đến mùa xuân năm 627, La Nghệ giả vờ phụng mật chỉ của Đường Thái Tông, đem quân từ căn cứ ở Nghi châu (宜州, nay thuộc Đồng Xuyên, Thiểm Tây) đến Trường An. Khi quân La Nghệ tiến đến Bân châu (豳州, nay thuộc Hàm Dương, Thiểm Tây), trị trung Triệu Từ Hạo (趙慈皓) không biết La Nghệ làm phản nên đã nghênh tiếp, La Nghệ chiếm cứ Bân châu. Đường Thái Tông lệnh cho 'lại bộ thượng thư' Trưởng Tôn Vô Kị 'hữu vũ hậu đại tướng quân' Uất Trì Kính Đức suất quân đánh La Nghệ. Tuy nhiên, trước lúc quân triều đình đến, Triệu Từ Hạo (慈皓) và thống quân Dương Ngập (楊岌) đã lập mưu đánh La Nghệ, song bị phát hiện, Triệu Từ Hạo bị tống giam. Dương Ngập ở thành ngoại tiến công, La Nghệ lo sợ, cùng vợ con và vài trăm kị binh chạy đến Đông Đột Quyết. Tuy nhiên, khi đến trạm Ô Thị (烏氏, nay thuộc Bình Lương), những thuộc hạ đi theo đã ám sát rồi đưa thủ cấp của ông về Trường An. Đường Thái Tông bêu thủ cấp của La Nghệ trên đường phố trong kinh thành, phục họ "La", loại ông khỏi 'tông chính thuộc tịch'. Mạnh thị, Lý Ngũ Giới và em trai của ông là La Thọ (羅壽)- đương giữ chức Lợi châu đô đốc- đều bị xử tử.